# Tjekkiet ved vinter-OL 2022
Tjekkiet deltog i vinter-OL 2022 i Beijing, Kina i perioden 4. – 20. februar 2022.

## Medaljer
| 2022 Beijing | Guld | Sølv | Bronze | Total |
| Tjekkiet     | 1    | 0    | 1      | 2     |

### Medaljevindere
| Tjekkiet under vinter-OL 2022 i Beijing | Tjekkiet under vinter-OL 2022 i Beijing | Tjekkiet under vinter-OL 2022 i Beijing | Tjekkiet under vinter-OL 2022 i Beijing | Tjekkiet under vinter-OL 2022 i Beijing |
| Medalje                                 | Navn                                    | Sport                                   | Event                                   | Dato                                    |
| --------------------------------------- | --------------------------------------- | --------------------------------------- | --------------------------------------- | --------------------------------------- |
| Guld                                    | Ester Ledecká                           | Snowboarding                            | Parallel storslalom - Damer             | 8. februar                              |
| Bronze                                  | Martina Sáblíková                       | Hurtigløb på skøjter                    | Damernes 5000 m                         | 10. februar                             |